# جورج الکساندر (بازیکن فوتبال)
جورج الکساندر (انگلیسی: George Alexander؛ زادهٔ ۱۴ اکتبر ۲۰۰۰) بازیکن فوتبال اهل بریتانیا است.
از باشگاه‌هایی که در آن بازی کرده‌است می‌توان به باشگاه فوتبال میلوال اشاره کرد.